# Arielle Gold
Pour les articles homonymes, voir Gold.
Arielle Gold, née le 4 mai 1996 à Steamboat Springs (Colorado) est une snowboardeuse américaine spécialiste du half-pipe, active de 2010 à 2021.

## Biographie
En 2013, elle devient championne du monde à Stoneham et obtient la médaille de bronze aux Winter X Games également en half-pipe.
Elle est médaillée de bronze aux Jeux olympiques d'hiver de 2018 en half-pipe.
Le 6 juillet 2021, elle annonce mettre un terme à sa carrière sportive.

## Palmarès

### Jeux olympiques d'hiver
- Médaille de bronze en half-pipe aux Jeux olympiques d'hiver de 2018.

### Championnats du monde de snowboard
- Médaille d'or en half-pipe aux Championnats du monde de snowboard 2013.

### Winter X Games
- Médaille de bronze en half-pipe aux Winter X Games 2013

### Coupe du monde de snowboard
- Meilleur classement général : 6e en 2015.
- Meilleur classement en half-pipe : 2e en 2015.
- 6 podiums au total (tous en half-pipe).

### Jeux olympiques de la jeunesse
- Médaille d'argent en half-pipe aux Jeux olympiques de la jeunesse d'hiver de 2012.
- Médaille d'argent en slopestyle aux Jeux olympiques de la jeunesse d'hiver de 2012.

### Championnats du monde juniors
- Médaille d'or en half-pipe aux Championnats du monde juniors de 2012.